# 的士速遞4
是一部2007年2月14日發行，由热拉尔·克拉夫奇克執導，洛·比桑編寫、沙米·納西利主演的喜劇電影。

## 外部連結
- 互联网电影数据库（IMDb）上《的士速遞4》的资料（英文）
- AllMovie上《的士速遞4》的资料（英文）
- 爛番茄上《的士速遞4》的資料（英文）